# Myriopteris aemula
Myriopteris aemula es un helecho, miembro de la familia Pteridaceae, subfamilia Cheilanthoideae; el nombre de la especie (C. aemula), hace referencia al parecido que tiene esta con otras.

## Clasificación y descripción
Rizoma: horizontal, cortamente rastrero, de hasta 2 mm de diámetro, con escamas de forma linear de hasta 3 mm de largo;  frondes: de hasta 55 cm de largo; pecíolo: de 1/3 a 1/2 del largo de la fronda, de color púrpura obscuro a negro, de forma cuadrangular prismática, con algunos pelillos dispersos en la parte superior, a veces sin ellos; lámina: de forma deltada, tripinnada-pinnatifida a cuadripinnada, de una textura delgada; pinnas: mucho más desarrolladas en la parte de abajo, se pueden presentar algunos pelillos en la superficie de los segmentos; soros: en los márgenes de las pinnulas, interrumpidos; indusio: se presenta un falso indusio.

## Distribución
Se distribuye desde Texas en Estados Unidos hasta el sur de México.

## Ambiente
Terrestre, principalmente ocurre en bosques de encino, además de matorral de tipo submontano, crece sitios rocosos con media sombra.

## Estado de conservación
No se encuentra sujeta a ningún estatus de conservación.